# Amt Malchow
L'Amt Malchow est un Amt de l'arrondissement du Plateau des lacs mecklembourgeois dans le Land de Mecklembourg-Poméranie-Occidentale, dans le Nord de l'Allemagne.

## Communes
1. Alt Schwerin
2. Fünfseen
3. Göhren-Lebbin
4. Malchow
5. Nossentiner Hütte
6. Penkow
7. Silz
8. Walow
9. Zislow